# الثور (رواية)
الثور  رواية صينية للكاتب مو يان الحاصر على جائزة نيومان الصينية 2009، وجائزة نوبل في الأدب سنة 2012، نشرت لأول مرة  باللغة الصينية عام 1998.

## النشر

### باللغة الانجليزية
نُشرت رواية "الثور" للكاتب الصيني مو يان لأول مرة باللغة الإنجليزية في 18 نوفمبر 2012 في مجلة ذا نيويوركر. ترجمها إلى الإنجليزية هوارد جولدبلات، المترجم المعروف لأعمال مو يان. وقد جاءت ترجمتها بعد فترة قصيرة من فوز مو يان بجائزة نوبل في الأدب، ضمن جهود تقديم نماذج من أعماله لجمهور أوسع من القراء حول العالم.

### باللغة العربية
تمت ترجمة رواية "الثور" للكاتب الصيني مو يان إلى اللغة العربية على يد الدكتور محسن فرجاني، أستاذ الأدب الصيني بكلية الألسن في جامعة عين شمس. نُشرت الترجمة ضمن سلسلة "آفاق عالمية" الصادرة عن الهيئة العامة لقصور الثقافة في القاهرة، وصدر الكتاب في أبريل عام 2013، ليكون من أوائل الأعمال المترجمة إلى اللغة العربية لمو يان بعد فوزه بجائزة نوبل. عكست الترجمة الأسلوب السردي الخاص بالكاتب، الذي يجمع بين الواقعية والنقد الاجتماعي، وقد أتاحت للقارئ العربي التعرف على البيئة الريفية الصينية من خلال سرد يحمل طابعًا إنسانيًا وشخصيات ذات أبعاد متشابكة.

## الحبكة
تدور الرواية  حول صبي يروي أحداثًا عاشها في طفولته، يتمحور فيها والده "لوو تونغ" الذي يمتلك موهبة نادرة في تقدير وزن المواشي بدقة. هذه المهارة تجعله وسيطًا محايدًا في مفاوضات بيع وشراء الماشية بين الجزارين والتجار، ويكسب منها رزقًا متواضعًا.
لكن نزاهته وشهرته تجلب له عداء مسؤول محلي فاسد يُدعى "لاو لان"، الذي يسعى لتوسيع سيطرته على تجارة اللحوم من خلال الغش، مثل حقن اللحوم بالماء أو المواد الكيميائية. في إحدى المفاوضات، يهين لاو لان لوو تونغ علنًا بالتبول على هدية من السجائر، مما يشكل صدمة للابن ويهز صورته عن والده.
ذروة القصة تأتي عندما يخرج ثور مخصي عن السيطرة ويهدد الحاضرين. يتدخل لوو تونغ بشجاعة لإنقاذ الموقف، حتى بعدما يستخدمه لاو لان كدرع بشري. هذا الفعل يُعيد احترامه أمام ابنه، ويغسل الإهانة التي لحقت به.
في نهاية القصة، يتضح أن جزءًا من العداء بين لوو تونغ ولاو لان كان ناتجًا أيضًا عن التنافس على امرأة تُدعى "المهر الوحشي"، ما يضيف بعدًا شخصيًا للصراع.
الحبكة تقوم على تطور العلاقة بين الأب والابن، وعلى الصراع بين الشرف الشخصي والسلطة الفاسدة في بيئة قروية بسيطة.

## الشخصيات
1. لوو تونغ: والد الراوي، رجل يمتلك قدرة نادرة على تقدير وزن الماشية بدقة. يعمل وسيطًا في مفاوضات بين الجزارين وتجار المواشي. يتمتع بسمعة جيدة بين الناس لنزاهته، لكنه يعيش حياة غير مستقرة ويواجه صراعًا مع السلطة المحلية.
2. الراوي / الابن: الصبي الذي يروي القصة بعد سنوات من وقوع الأحداث. يشهد إهانة والده واستعادته لكرامته. مشاعره تجاه والده متناقضة، بين الإعجاب والانتقاد.
3. لاو لان: مسؤول محلي فاسد، يبتكر أساليب احتيالية في تجارة اللحوم. يدخل في صراع مباشر مع لوو تونغ، ويهينه علنًا خلال إحدى المفاوضات. يتضح لاحقًا أن بينه وبين لوو تونغ خصومة شخصية أيضًا.
4. المهر الوحشي: امرأة ترتبط بشكل غير مباشر بالصراع بين لاو لان ولوو تونغ. وجودها في القصة يكشف عن جانب شخصي من التوتر بين الرجلين.
5. أم الراوي: زوجة لوو تونغ، تتسم بالعصبية والحدة. تعاني من تقلب حياة الأسرة، لكنها شخصية عملية وتتحمل المسؤولية في غياب الزوج.

## اقتباس
"إعراض الناس عني في تلك الأيام ونفورهم كان أمرًا واقعًا وحقيقيًّا، لم أدركه رغم أني كنت موجودًا بينهم، أتنقَّل في الأنحاء مع الرائحين والغادين، وكثيرًا ما كانت قدماي تقودانني إلى حيث تقوم المشاكل ويثور اللغط دائمًا، فأمد أذني أسترق السمع، أيًّا ما كان موضوع الكلام أو أشخاص المتجادلين، وسرعان ما أندسُّ بين الصفوف أتابع كلَّ ما يُقال كلمةً بكلمة، سواء أكنتُ فاهمًا للقضية موضوع النقاش أو غير فاهم، ثم أقوم وأطير طيرانًا إلى كلِّ ركن في القرية أنقل وأذيع ما سمعتُه ورأيته إلى كلِّ مَن يصادفني، كبيرًا كان أو صغيرًا، فإذا لم أجِد في طريقي لا الكبير ولا الصغير رحت أكلِّم نفسي وأردِّد لحالي سيرة الوقائع التي رأيتها؛ خشية أن تنكتم الأخبار فتنفجر في باطني. ولم تكُن المشكلة في حدوث مثل هذا الانفجار بحدِّ ذاته، لكن في أن تطيح شظاياه بما أتصوره من حُب الناس لي، ومن جانبي فلم أتوانَ عن أن أسلك أي طريق يجلب إليَّ اهتمامهم ورضاهم، حتى أوقعني هذا المطلب في ارتكاب سخافات مهولة".